# Marele Premiu al Emiliei-Romagna din 2022
Marele Premiu al Emiliei-Romagna din 2022 (cunoscut oficial ca Formula 1 Rolex Gran Premio del Made in Italy e dell'Emilia-Romagna 2022) a fost o cursă de Formula 1 ce s-a desfășurat între 22 și 24 aprilie 2022 în Imola, Italia. Cursa a fost disputată pe Autodromo Enzo e Dino Ferrari, fiind a patra rundă a Campionatului Mondial de Formula 1 din 2022. A fost primul weekend de cursă din sezon care a folosit formatul ce include cursa sprint.
Cursa a fost câștigată de Max Verstappen de la Red Bull Racing-RBPT, urmat de Sergio Pérez, coechipierul său, iar podiumul a fost completat de Lando Norris de la McLaren-Mercedes. Pentru Red Bull, a fost prima clasare 1-2 într-o cursă de la Marele Premiu al Malaeziei din 2016.

## Context

### Schimbări la pistă
Punctul de detectare DRS a fost mutat mai înapoi înainte de virajul 17.

### Participanți
Piloții și echipele au fost aceiași ca în lista de înscrieri în sezon, fără piloți suplimentari de rezervă pentru cursă.

### Alegerile anvelopelor
Furnizorul de anvelope Pirelli a adus compușii de anvelope C2, C3 și C4 (desemnați ca dur, mediu și, respectiv, moale) pentru ca echipele să le folosească la eveniment.

## Antrenamentele libere
Pentru Marele Premiu au fost programate două sesiuni de antrenamente. Prima a avut loc vineri, 22 aprilie, la 13:30, ora locală (UTC+02:00). A doua sesiune de antrenamente a început la 12:30, ora locală, pe 23 aprilie, între calificări și cursa sprint.
| Poz.   | Nr. | Pilot            | Constructor          | Timpi    |
| ------ | --- | ---------------- | -------------------- | -------- |
| 1      | 16  | Charles Leclerc  | Ferrari              | 1:29,402 |
| 2      | 55  | Carlos Sainz Jr. | Ferrari              | +0,877s  |
| 3      | 1   | Max Verstappen   | Red Bull Racing-RBPT | +1,465s  |
| Sursa: |     |                  |                      |          |

| Poz.   | Nr. | Pilot           | Constructor          | Timpi    |
| ------ | --- | --------------- | -------------------- | -------- |
| 1      | 63  | George Russell  | Mercedes             | 1:19,457 |
| 2      | 11  | Sergio Pérez    | Red Bull Racing-RBPT | +0,081s  |
| 3      | 16  | Charles Leclerc | Ferrari              | +0,283s  |
| Sursa: |     |                 |                      |          |

## Clasament

### Calificări
Calificările au avut loc începând cu ora locală 17:00, pe 23 aprilie, și au durat o oră.
| Poz.                  | Nr. | Pilot            | Constructor                  | Timpi calificări | Timpi calificări | Timpi calificări | Grila sprint |
| Poz.                  | Nr. | Pilot            | Constructor                  | Q1               | Q2               | Q3               | Grila sprint |
| --------------------- | --- | ---------------- | ---------------------------- | ---------------- | ---------------- | ---------------- | ------------ |
| 1                     | 1   | Max Verstappen   | Red Bull Racing-RBPT         | 1:19,295         | 1:18,793         | 1:27,999         | 1            |
| 2                     | 16  | Charles Leclerc  | Ferrari                      | 1:18,796         | 1:19,584         | 1:28,778         | 2            |
| 3                     | 4   | Lando Norris     | McLaren-Mercedes             | 1:20,168         | 1:19,294         | 1:29,131         | 3            |
| 4                     | 20  | Kevin Magnussen  | Haas-Ferrari                 | 1:20,147         | 1:19,902         | 1:29,164         | 4            |
| 5                     | 14  | Fernando Alonso  | Alpine-Renault               | 1:20,198         | 1:19,595         | 1:29,202         | 5            |
| 6                     | 3   | Daniel Ricciardo | McLaren-Mercedes             | 1:19,980         | 1:20,031         | 1:29,742         | 6            |
| 7                     | 11  | Sergio Pérez     | Red Bull Racing-RBPT         | 1:19,773         | 1:19,296         | 1:29,808         | 7            |
| 8                     | 77  | Valtteri Bottas  | Alfa Romeo-Ferrari           | 1:20,419         | 1:20,192         | 1:30,439         | 8            |
| 9                     | 5   | Sebastian Vettel | Aston Martin Aramco-Mercedes | 1:20,364         | 1:19,957         | 1:31,062         | 9            |
| 10                    | 55  | Carlos Sainz Jr. | Ferrari                      | 1:19,305         | 1:18,990         | Fără timp        | 10           |
| 11                    | 63  | George Russell   | Mercedes                     | 1:20,383         | 1:20,757         | N/A              | 11           |
| 12                    | 47  | Mick Schumacher  | Haas-Ferrari                 | 1:20,422         | 1:20,916         | N/A              | 12           |
| 13                    | 44  | Lewis Hamilton   | Mercedes                     | 1:20,470         | 1:21,138         | N/A              | 13           |
| 14                    | 24  | Zhou Guanyu      | Alfa Romeo-Ferrari           | 1:19,730         | 1:21,434         | N/A              | 14           |
| 15                    | 18  | Lance Stroll     | Aston Martin Aramco-Mercedes | 1:20,342         | 1:28,119         | N/A              | 15           |
| 16                    | 22  | Yuki Tsunoda     | AlphaTauri-RBPT              | 1:20,474         | N/A              | N/A              | 16           |
| 17                    | 10  | Pierre Gasly     | AlphaTauri-RBPT              | 1:20,732         | N/A              | N/A              | 17           |
| 18                    | 6   | Nicholas Latifi  | Williams-Mercedes            | 1:21,971         | N/A              | N/A              | 18           |
| 19                    | 31  | Esteban Ocon     | Alpine-Renault               | 1:22,338         | N/A              | N/A              | 19           |
| Regula 107%: 1:24,311 |     |                  |                              |                  |                  |                  |              |
| —                     | 23  | Alexander Albon  | Williams-Mercedes            | Fără timp        | N/A              | N/A              | 20           |
| Sursa:                |     |                  |                              |                  |                  |                  |              |

Note
- ^1 – Alexander Albon nu a reușit să obțină vreun timp în calificări și a concurat la discreția comisarilor de cursă.[12]

### Sprint
Cursa sprint a început la ora locală 16:30, pe 23 aprilie, și a durat 21 de tururi.
| Poz.                                                                         | Nr. | Pilot            | Constructor                  | Tururi | Timp/Retras | Puncte | Grila finală |
| ---------------------------------------------------------------------------- | --- | ---------------- | ---------------------------- | ------ | ----------- | ------ | ------------ |
| 1                                                                            | 1   | Max Verstappen   | Red Bull Racing-RBPT         | 21     | 30:39,567   | 8      | 1            |
| 2                                                                            | 16  | Charles Leclerc  | Ferrari                      | 21     | +2,975s     | 7      | 2            |
| 3                                                                            | 11  | Sergio Pérez     | Red Bull Racing-RBPT         | 21     | +4.721s     | 6      | 3            |
| 4                                                                            | 55  | Carlos Sainz Jr. | Ferrari                      | 21     | +17,.578s   | 5      | 4            |
| 5                                                                            | 4   | Lando Norris     | McLaren-Mercedes             | 21     | +24,561s    | 4      | 5            |
| 6                                                                            | 3   | Daniel Ricciardo | McLaren-Mercedes             | 21     | +27,740s    | 3      | 6            |
| 7                                                                            | 77  | Valtteri Bottas  | Alfa Romeo-Ferrari           | 21     | +28,133s    | 2      | 7            |
| 8                                                                            | 20  | Kevin Magnussen  | Haas-Ferrari                 | 21     | +30,712s    | 1      | 8            |
| 9                                                                            | 14  | Fernando Alonso  | Alpine-Renault               | 21     | +32,278s    |        | 9            |
| 10                                                                           | 47  | Mick Schumacher  | Haas-Ferrari                 | 21     | +33,773s    |        | 10           |
| 11                                                                           | 63  | George Russell   | Mercedes                     | 21     | +36,284s    |        | 11           |
| 12                                                                           | 22  | Yuki Tsunoda     | AlphaTauri-RBPT              | 21     | +38,298s    |        | 12           |
| 13                                                                           | 5   | Sebastian Vettel | Aston Martin Aramco-Mercedes | 21     | +40,177s    |        | 13           |
| 14                                                                           | 44  | Lewis Hamilton   | Mercedes                     | 21     | +41,459s    |        | 14           |
| 15                                                                           | 18  | Lance Stroll     | Aston Martin Aramco-Mercedes | 21     | +42,910s    |        | 15           |
| 16                                                                           | 31  | Esteban Ocon     | Alpine-Renault               | 21     | +43,517s    |        | 16           |
| 17                                                                           | 10  | Pierre Gasly     | AlphaTauri-RBPT              | 21     | +43,794s    |        | 17           |
| 18                                                                           | 23  | Alexander Albon  | Williams-Mercedes            | 21     | +48,871s    |        | 18           |
| 19                                                                           | 6   | Nicholas Latifi  | Williams-Mercedes            | 21     | +52,017s    |        | 19           |
| Ab                                                                           | 24  | Zhou Guanyu      | Alfa Romeo-Ferrari           | 0      | Coliziune   |        | PL           |
| Cel mai rapid tur: Sergio Pérez (Red Bull Racing-RBPT) – 1:19,012 (turul 14) |     |                  |                              |        |             |        |              |
| Sursa:                                                                       |     |                  |                              |        |             |        |              |

Note
- ^1 – Zhou Guanyu a trebuit să înceapă cursa de pe linia boxelor după ce mașina sa a fost modificată în parc fermé.[14][15]

## Cursa
Cursa a avut loc începând cu ora locală 15:00 pe 10 aprilie și a durat 63 de tururi.
| Poz.                                                                           | Nr. | Pilot            | Constructor                  | Tururi | Timp/Retras | Puncte |
| ------------------------------------------------------------------------------ | --- | ---------------- | ---------------------------- | ------ | ----------- | ------ |
| 1                                                                              | 1   | Max Verstappen   | Red Bull Racing-RBPT         | 63     | 1:32:07,986 | 26     |
| 2                                                                              | 11  | Sergio Pérez     | Red Bull Racing-RBPT         | 63     | +16,527s    | 18     |
| 3                                                                              | 4   | Lando Norris     | McLaren-Mercedes             | 63     | +34,834s    | 15     |
| 4                                                                              | 63  | George Russell   | Mercedes                     | 63     | +42,506s    | 12     |
| 5                                                                              | 77  | Valtteri Bottas  | Alfa Romeo-Ferrari           | 63     | +43,181s    | 10     |
| 6                                                                              | 16  | Charles Leclerc  | Ferrari                      | 63     | +56,072s    | 8      |
| 7                                                                              | 22  | Yuki Tsunoda     | AlphaTauri-RBPT              | 63     | +61,110s    | 6      |
| 8                                                                              | 5   | Sebastian Vettel | Aston Martin Aramco-Mercedes | 63     | +70,892s    | 4      |
| 9                                                                              | 20  | Kevin Magnussen  | Haas-Ferrari                 | 63     | +75,260s    | 2      |
| 10                                                                             | 18  | Lance Stroll     | Aston Martin Aramco-Mercedes | 62     | +1 tur      | 1      |
| 11                                                                             | 23  | Alexander Albon  | Williams-Mercedes            | 62     | +1 tur      |        |
| 12                                                                             | 10  | Pierre Gasly     | AlphaTauri-RBPT              | 62     | +1 tur      |        |
| 13                                                                             | 44  | Lewis Hamilton   | Mercedes                     | 62     | +1 tur      |        |
| 14                                                                             | 31  | Esteban Ocon     | Alpine-Renault               | 62     | +1 tur      |        |
| 15                                                                             | 24  | Zhou Guanyu      | Alfa Romeo-Ferrari           | 62     | +1 tur      |        |
| 16                                                                             | 6   | Nicholas Latifi  | Williams-Mercedes            | 62     | +1 tur      |        |
| 17                                                                             | 47  | Mick Schumacher  | Haas-Ferrari                 | 62     | +1 tur      |        |
| 18                                                                             | 3   | Daniel Ricciardo | McLaren-Mercedes             | 62     | +1 tur      |        |
| Ab                                                                             | 14  | Fernando Alonso  | Alpine-Renault               | 6      | Coliziune   |        |
| Ab                                                                             | 55  | Carlos Sainz Jr. | Ferrari                      | 0      | Accident    |        |
| Cel mai rapid tur: Max Verstappen (Red Bull Racing-RBPT) – 1:18,446 (turul 55) |     |                  |                              |        |             |        |
| Sursa:                                                                         |     |                  |                              |        |             |        |

| Loc    | 1  | 2  | 3  | 4  | 5  | 6 | 7 | 8 | 9 | 10 | CMRT |
| Puncte | 25 | 18 | 15 | 12 | 10 | 8 | 6 | 4 | 2 | 1  | 1    |

Note
- ^1 – Include un punct pentru cel mai rapid tur.

## Clasament campionat după cursă
|        | Poz. | Pilot            | Pct. |
| ------ | ---- | ---------------- | ---- |
|        | 1    | Charles Leclerc  | 86   |
| 4      | 2    | Max Verstappen   | 59   |
| 1      | 3    | Sergio Pérez     | 54   |
| 2      | 4    | George Russell   | 49   |
| 2      | 5    | Carlos Sainz Jr. | 38   |
| Sursa: |      |                  |      |

|        | Poz. | Constructor          | Pct. |
| ------ | ---- | -------------------- | ---- |
|        | 1    | Ferrari              | 124  |
| 1      | 2    | Red Bull Racing-RBPT | 113  |
| 1      | 3    | Mercedes             | 77   |
|        | 4    | McLaren-Mercedes     | 46   |
| 1      | 5    | Alfa Romeo-Ferrari   | 25   |
| Sursa: |      |                      |      |

- Notă: Doar primele cinci locuri sunt prezentate în ambele clasamente.